# Gyrinus minutus
Gyrinus minutus är en skalbaggsart som beskrevs av Linnaeus. Gyrinus minutus ingår i släktet Gyrinus och familjen virvelbaggar. Arten är reproducerande i Sverige. Inga underarter finns listade i Catalogue of Life.

## Bildgalleri

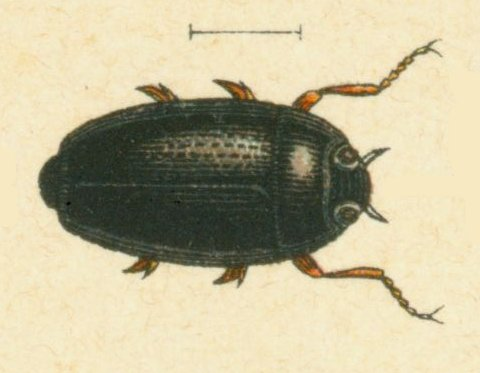
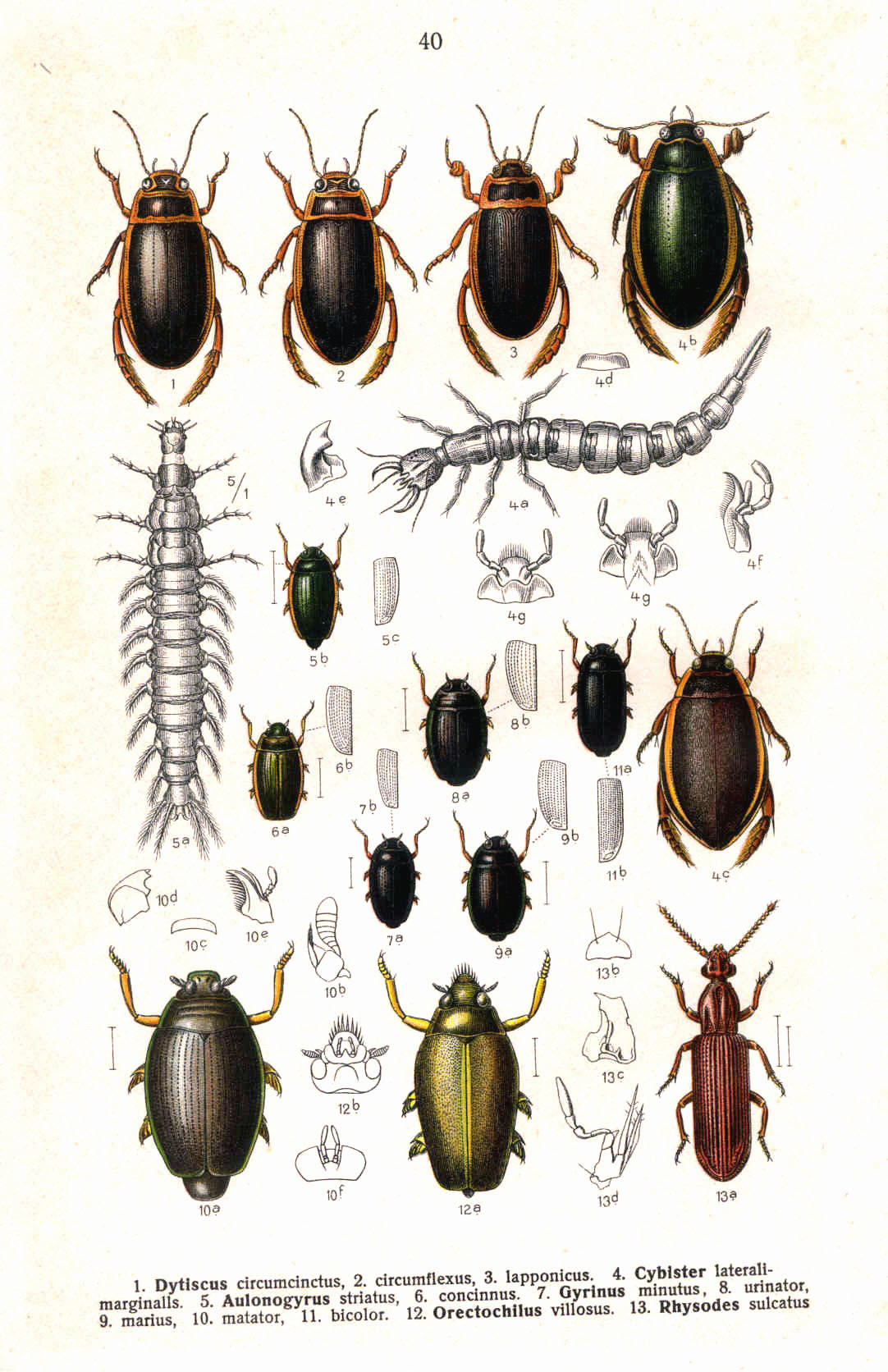
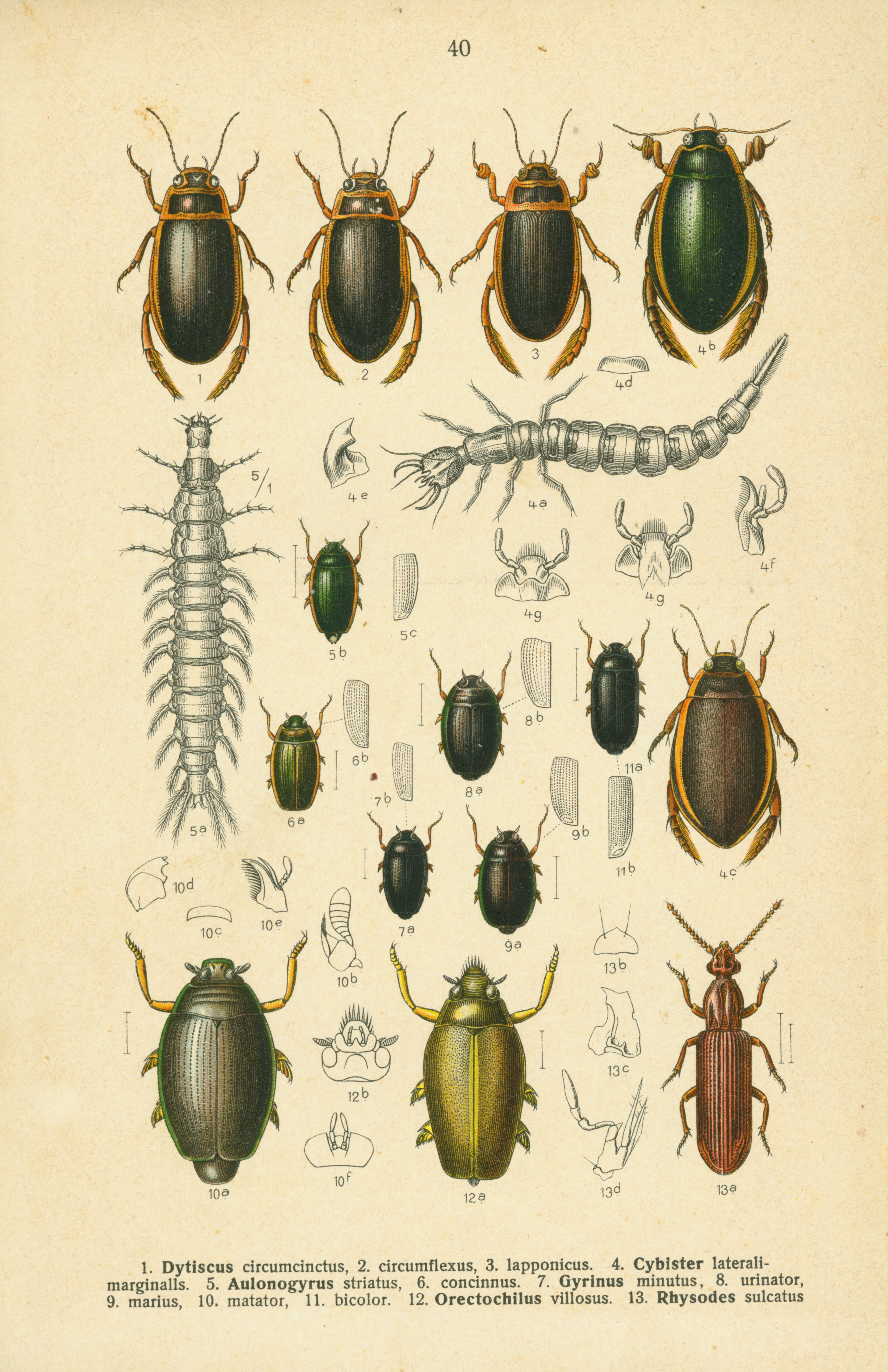